# Olympische Sommerspiele 1968/Leichtathletik – 10.000 m (Männer)

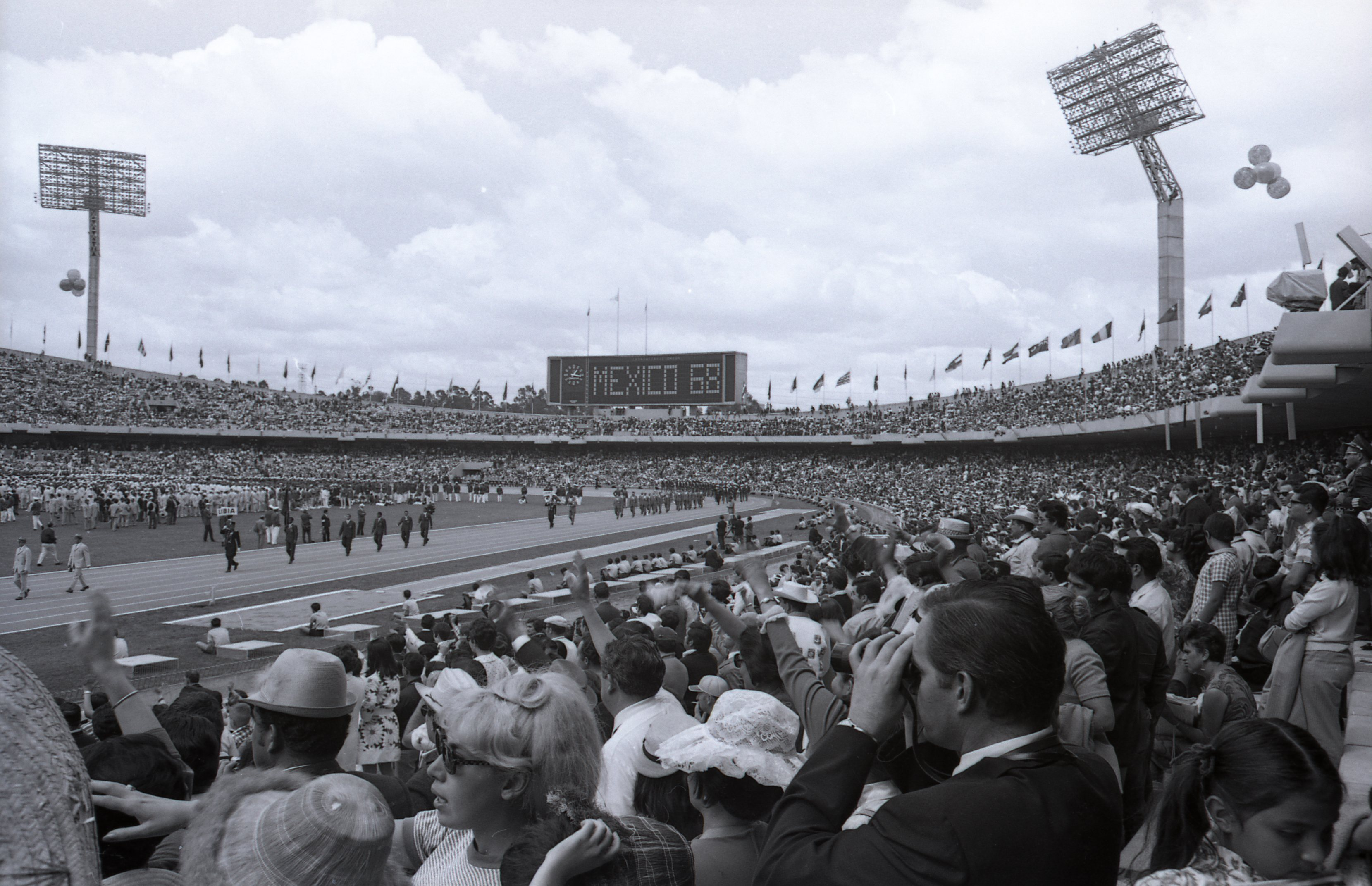
Das Olympiastadion während der Eröffnungsfeier 1968

Der 10.000-Meter-Lauf der Männer bei den Olympischen Spielen 1968 in Mexiko-Stadt wurde am 13. Oktober 1968 im Estadio Olímpico Universitario ausgetragen. Der Wettbewerb war die erste Leichtathletikentscheidung dieser Spiele. Es nahmen 37 Athleten teil.
Olympiasieger wurde der Kenianer Naftali Temu. Er gewann vor dem Äthiopier Mamo Wolde und dem Tunesier Mohamed Gammoudi.
Für die Bundesrepublik Deutschland – offiziell Deutschland – starteten Manfred Letzerich (Platz 18) und Lutz Philipp (Platz 23). Für die DDR – offiziell Ostdeutschland – trat Jürgen Haase an (Platz 15).

Läufer aus der Schweiz, Österreich und Liechtenstein nahmen nicht teil.

## Bestehende Rekorde
| Weltrekord         | 27:39,4 min | Ron Clarke ( Australien) | Oslo, Norwegen  | 14. Juli 1965    |
| Olympischer Rekord | 28:24,4 min | Billy Mills ( USA)       | OS Tokio, Japan | 14. Oktober 1964 |

Der bestehende olympische Rekord wurde bei diesen Spielen nicht erreicht. Die Höhenlage in Mexiko-Stadt verhinderte auf den Langstrecken schnellere Zeiten. Der kenianische Olympiasieger Naftali Temu verfehlte den Olympiarekord um 1:03,0 min. Zum Weltrekord fehlten ihm 1:48,0 min.

## Durchführung des Wettbewerbs
Die Athleten traten am 13. Oktober um 17:00 Uhr (UTC −6) zum Wettkampf an. Es fanden keine Qualifikationsläufe statt.

## Ergebnis

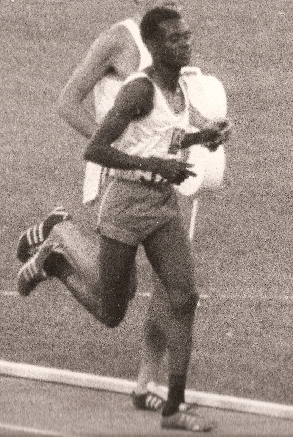
Olympiasieger Naftali Temu errang vier Tage später noch Silber über 5000 Meter

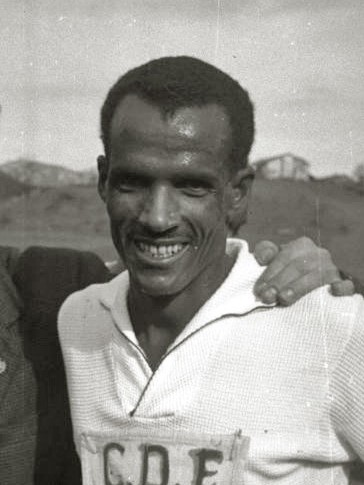
Silbermedaillengewinner Mamo Wolde wurde eine Woche später Olympiasieger im Marathonlauf

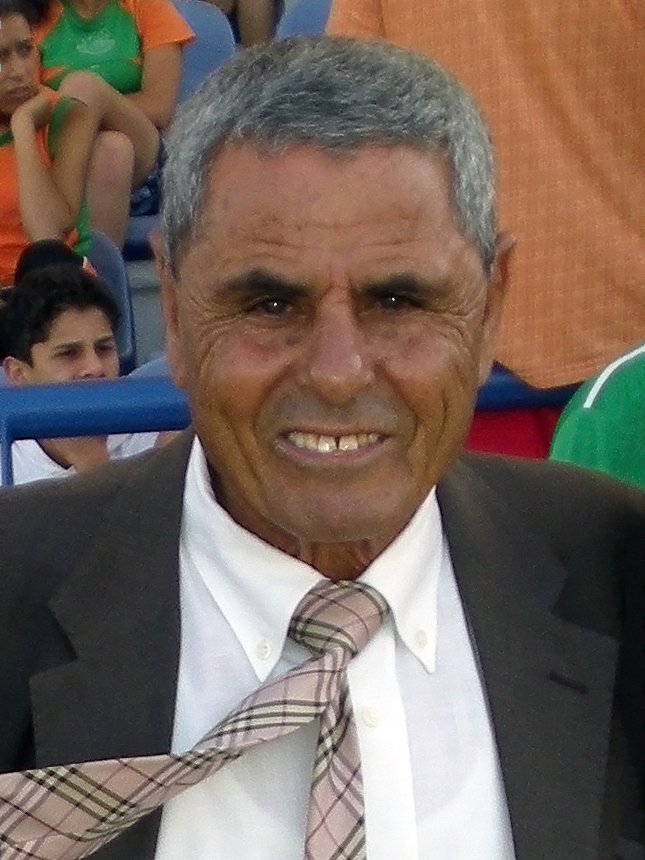
Bronze ging an Mohamed Gammoudi, der vier Tage später das Rennen über 5000 Meter für sich entschied

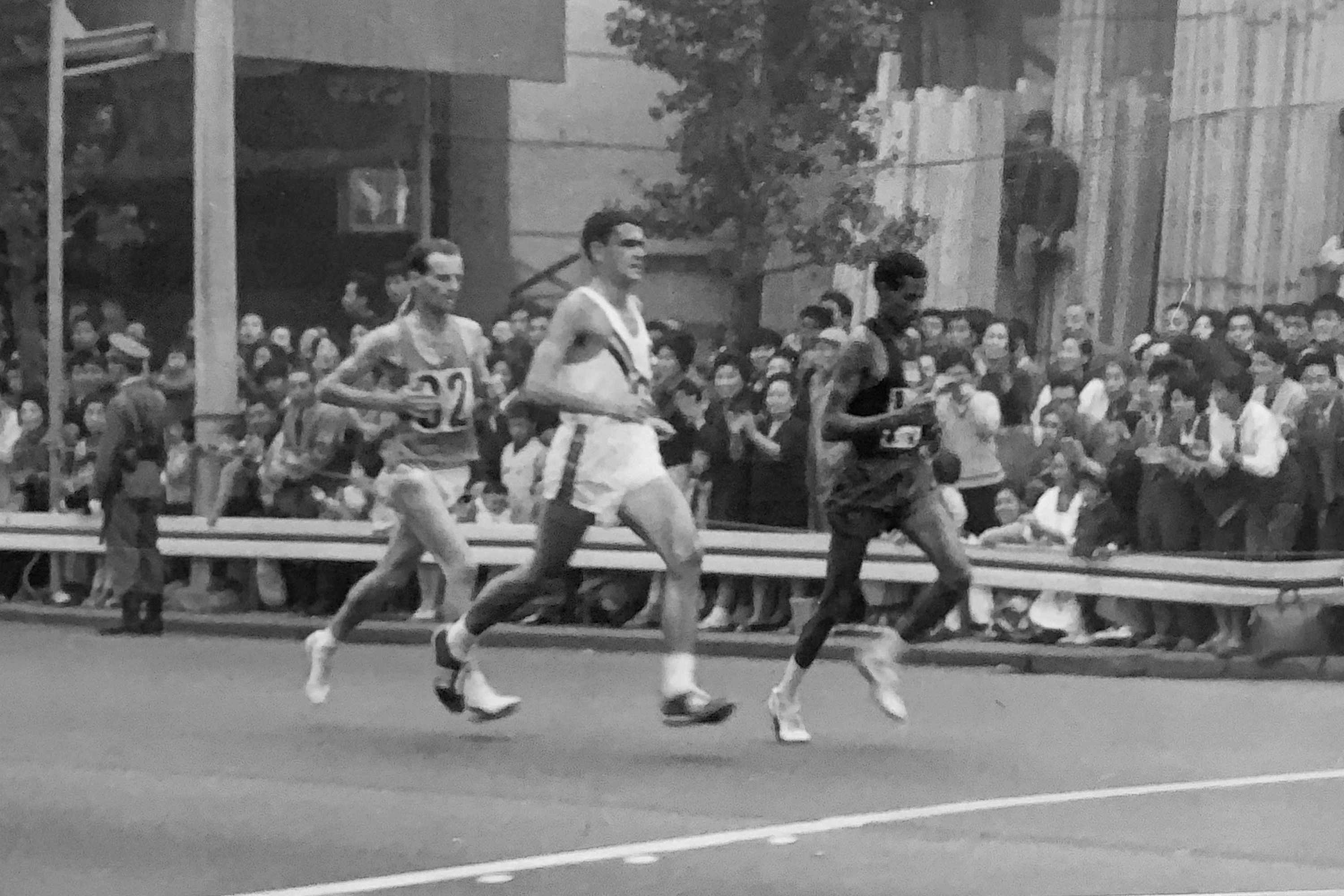
Ron Clarke (Mitte, bei einem Marathonlauf) war am Ende chancenlos und belegte Rang sechs

Datum: 14. Oktober 1968, 17:00 Uhr
| Platz | Name                 | Nation         | Zeit        |
| ----- | -------------------- | -------------- | ----------- |
| 1     | Naftali Temu         | Kenia          | 29:27,4 min |
| 2     | Mamo Wolde           | Äthiopien      | 29:28,0 min |
| 3     | Mohamed Gammoudi     | Tunesien       | 29:34,0 min |
| 4     | Juan Martínez        | Mexiko         | 29:35,0 min |
| 5     | Nikolai Swiridow     | Sowjetunion    | 29:43,2 min |
| 6     | Ron Clarke           | Australien     | 29:44,8 min |
| 7     | Ron Hill             | Großbritannien | 29:53,2 min |
| 8     | Wohib Masresha       | Äthiopien      | 29:57,0 min |
| 9     | Nedo Farčić          | Jugoslawien    | 30:01,2 min |
| 10    | Álvaro Mejía         | Kolumbien      | 30:10,6 min |
| 11    | Tracy Smith          | USA            | 30:14,6 min |
| 12    | Rex Maddaford        | Neuseeland     | 30:17,2 min |
| 13    | Mike Tagg            | Großbritannien | 30:18,0 min |
| 14    | Fikru Deguefu        | Äthiopien      | 30:19,4 min |
| 15    | Jürgen Haase         | DDR            | 30:24,0 min |
| 16    | Tom Laris            | USA            | 30:26,2 min |
| 17    | Leonid Mikitenko     | Sowjetunion    | 30:46,0 min |
| 18    | Manfred Letzerich    | BR Deutschland | 30:48,6 min |
| 19    | Tsugumichi Suzuki    | Japan          | 30:52,0 min |
| 20    | János Szerényi       | Ungarn         | 30:53,6 min |
| 21    | Mustafa Musa         | Uganda         | 30:54,2 min |
| 22    | Lajos Mecser         | Ungarn         | 30:54,8 min |
| 23    | Lutz Philipp         | BR Deutschland | 30:57,0 min |
| 24    | Wjatscheslaw Alanow  | Sowjetunion    | 31:01,0 min |
| 25    | Dave Ellis           | Kanada         | 31:06,6 min |
| 26    | Jim Hogan            | Großbritannien | 31:18,6 min |
| 27    | Keisuke Sawaki       | Japan          | 31:25,2 min |
| 28    | Van Nelson           | USA            | 31:40,2 min |
| 29    | Györgyi Kiss         | Ungarn         | 32:03,4 min |
| 30    | Rafael Pérez         | Costa Rica     | 32:14,6 min |
| 31    | Benjamin Silva-Netto | Philippinen    | 32:35,2 min |
| DNF   | Rodolfo Erazo        | Honduras       |             |
| DNF   | Kipchoge Keino       | Kenia          |             |
| DNF   | Evan Maguire         | Neuseeland     |             |
| DNF   | Alifu Massaquoi      | Sierra Leone   |             |
| DNF   | Willy Polleunis      | Belgien        |             |
| DNF   | Edward Stawiarz      | Polen          |             |

| Zwischenzeiten      | Zwischenzeiten | Zwischenzeiten   | Zwischenzeiten |
| Zwischenzeit- Marke | Zwischenzeit   | Führender        | 1000-m-Zeit    |
| ------------------- | -------------- | ---------------- | -------------- |
| 1000 m              | 2:58,5 min     | János Szerényi   | 2:58,5 min     |
| 2000 m              | 5:57,4 min     | Nikolai Swiridow | 2:58,9 min     |
| 3000 m              | 8:56,1 min     | Nikolai Swiridow | 2:58,7 min     |
| 4000 m              | 11:54,8 min    | Nikolai Swiridow | 2:58,7 min     |
| 5000 m              | 14:55,0 min    | Wohib Masresha   | 3:00,2 min     |
| 6000 m              | 17:58,6 min    | Juan Martínez    | 3:03,6 min     |
| 7000 m              | 20:57,1 min    | Juan Martínez    | 2:58,5 min     |
| 8000 m              | 23:57,7 min    | Ron Hill         | 3:00,6 min     |
| 9000 m              | 26:51,1 min    | Mamo Wolde       | 2:53,4 min     |
| 10.000 m            | 29:27,4 min    | Naftali Temu     | 2:36,3 min     |

Viel war im Vorfeld bezüglich der Langstrecken über den möglichen Einfluss der Höhenluft von Mexiko gesprochen und deren Einfluss auf den Rennausgang spekuliert worden. Im Kreis der Favoriten befand sich natürlich der australische Weltrekordhalter Ron Clarke, der die Weltrangliste mit deutlichem Vorsprung anführte, aber bei großen Rennen immer wieder seine Probleme mit dem Schlussspurt hatte. Auch der Europameister von 1966, Jürgen Haase aus der DDR, wurde hoch gehandelt. Zu den Medaillenkandidaten zählte darüber hinaus vor allem der Kenianer Kipchoge Keino.
Das Rennen wurde wie erwartet langsam angegangen, das Starterfeld blieb in der ersten Rennhälfte eng beisammen. Die Führungsarbeit verrichteten vor allem der sowjetische Athlet Nikolai Swiridow sowie Lokalmatador Juan Martínez und der Kolumbianer Álvaro Mejía. Nach der 5000-Meter-Marke zog sich das Feld nach und nach auseinander. Immer mehr Läufer fielen aus der vorderen Gruppe zurück. An der 8000-Meter-Marke wurde das Tempo langsam erhöht und auf den letzten tausend Metern wurde es richtig schnell. Zwei Runden vor Schluss kämpften noch vier Athleten um die Medaillen: der Silbermedaillengewinner von 1964 Mohamed Gammoudi aus Tunesien, Ron Clarke, der Äthiopier Mamo Wolde und der Kenianer Naftali Temu, Sieger der Commonwealth Games 1966. Temu und Wolde zogen das Tempo noch einmal stark an, Clarke fiel nun deutlich zurück und auch Gammoudi verlor den Kontakt zu den beiden. Wolde übernahm die Führung, Temu blieb in seinem Windschatten. Auf der Zielgeraden zog Naftali Temu an Mamo Wolde vorbei und wurde Olympiasieger. Mohamed Gammoudi sicherte sich die Bronzemedaille, während Clarke völlig erschöpft noch von Juan Martínez und Nikolai Swiridow abgefangen wurde. Clarke kollabierte nach der Ziellinie und wurde von einem australischen Arzt medizinisch versorgt.
Naftali Temu war der erste Olympiasieger Kenias.

Mamo Wolde gewann die erste äthiopische Medaille in dieser Disziplin.

Alifu Massaquoi war der erste Sportler Sierra Leones, der an Olympischen Spielen teilnahm.
Es war das erste Mal, dass schwarzafrikanische Läufer bei Olympischen Spielen eine solche Dominanz ausübten. Die Experten spekulierten darüber, ob das an Mexikos sauerstoffarmer Luft lag oder ob die Athleten aus diesem Erdteil einfach immer leistungsstärker wurden. Die zukünftige Entwicklung sollte zeigen, dass Afrikas Läufer tatsächlich in großer Zahl in der Weltspitze mitmischen und teilweise sehr dominant sein sollten.

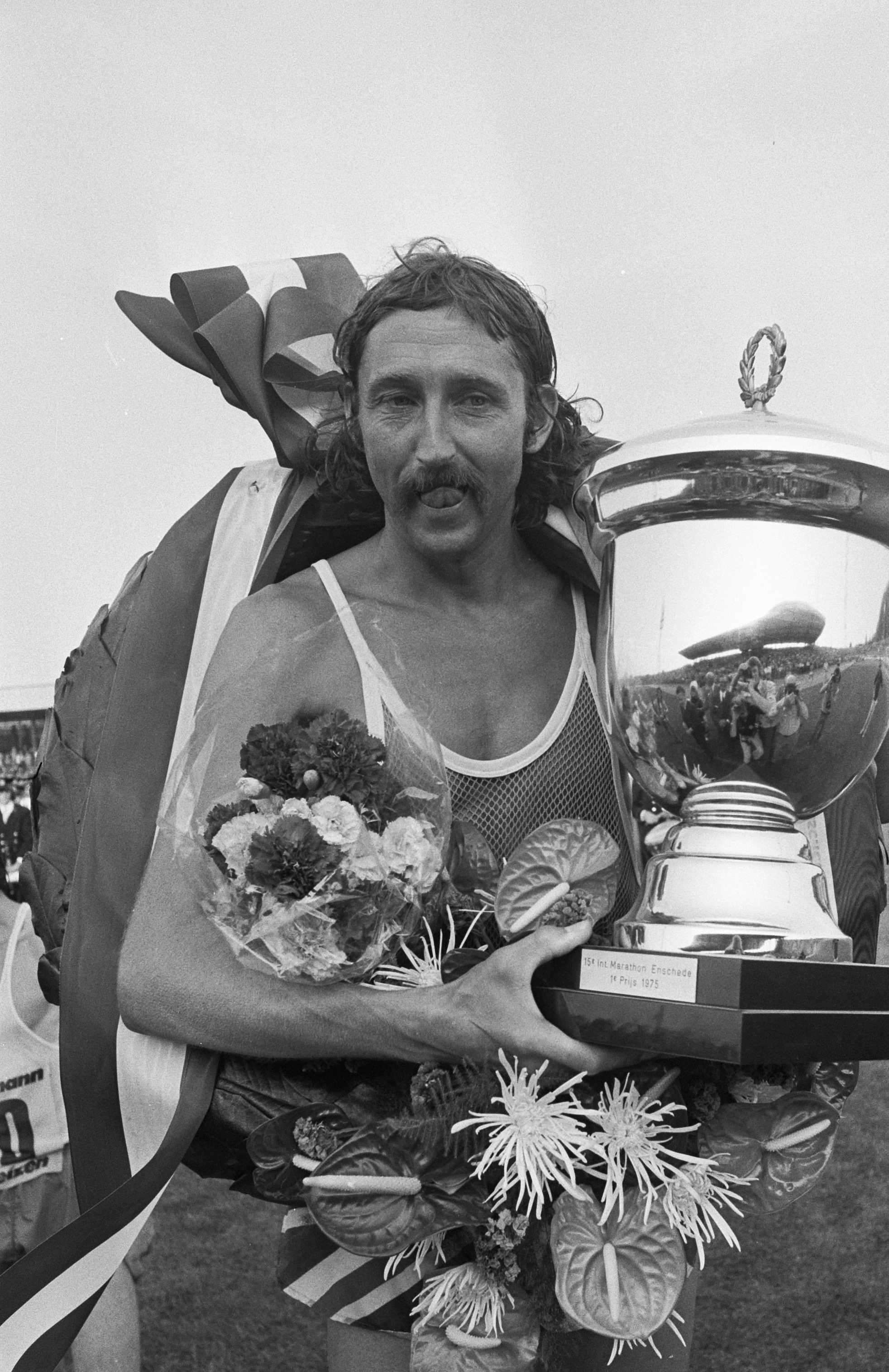
Ron Hill – später vor allem als Marathonläufer erfolgreich – kam auf den siebten Platz
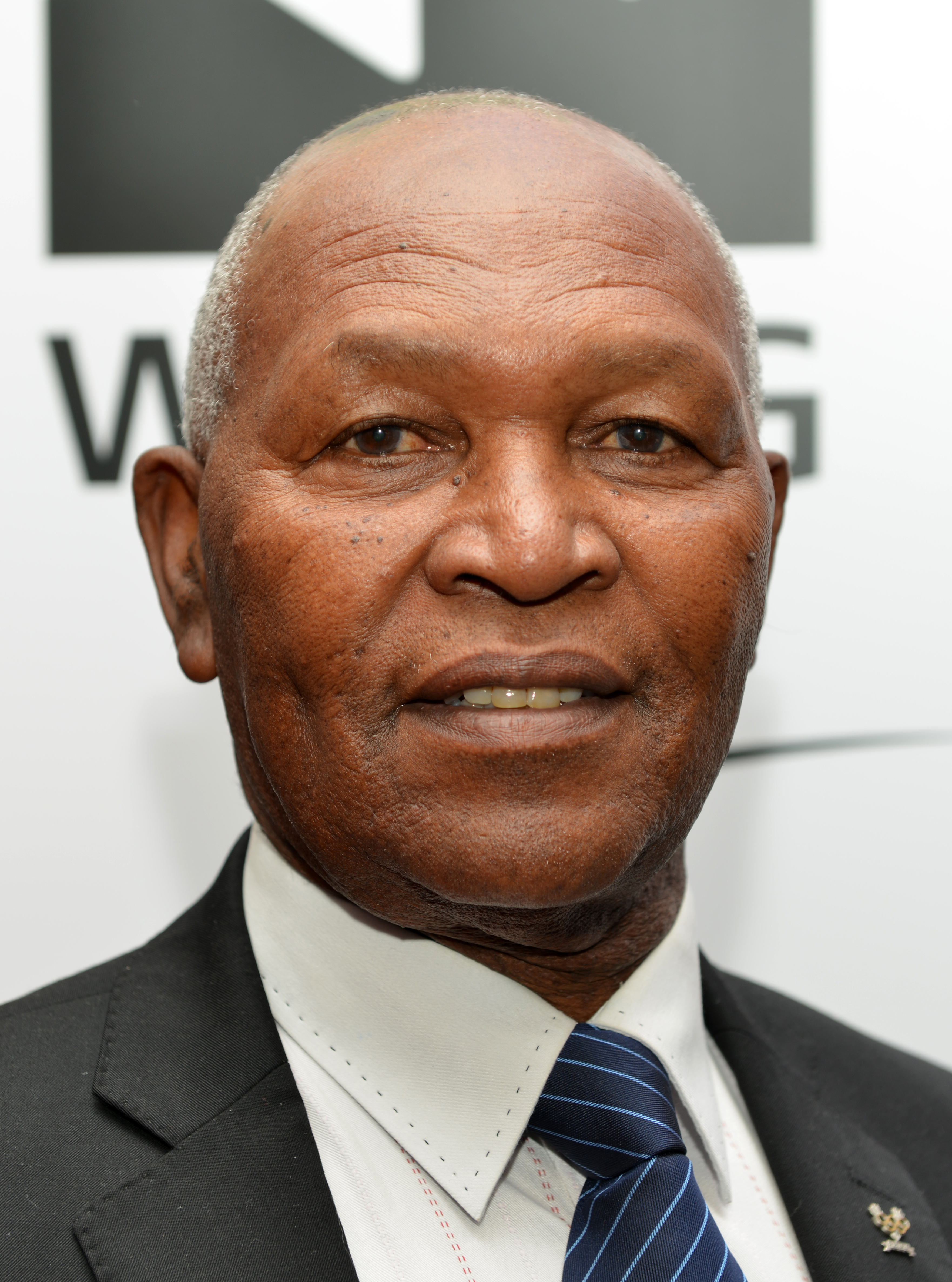
Kipchoge Keino (hier im Jahr 2014) erreichte nicht das Ziel – vier Tage später gewann er Silber über 5000 Meter und weitere drei Tage später wurde er Olympiasieger über 1500 Meter
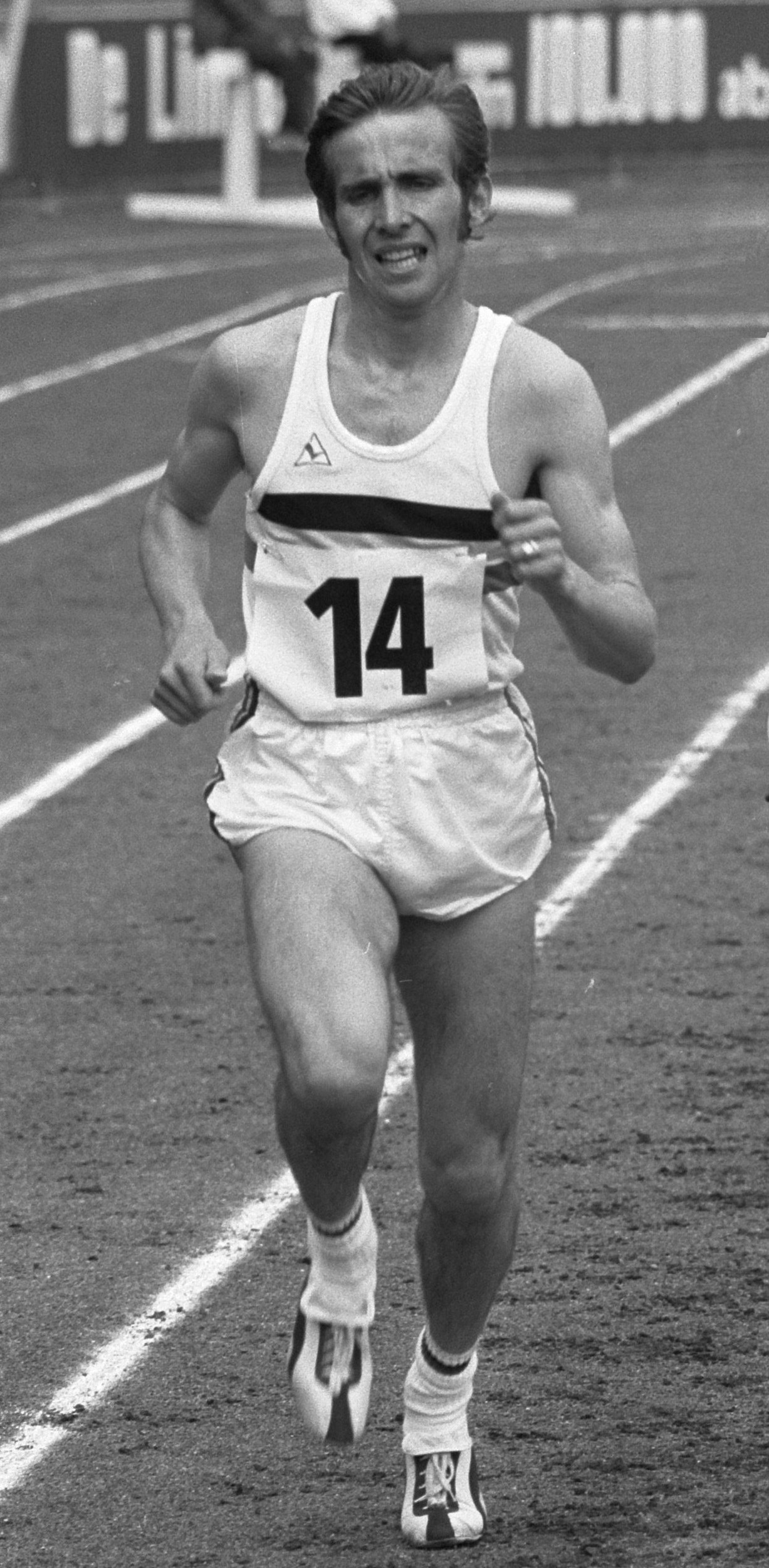
Willy Polleunis – Ziel nicht erreicht

## Videolinks
- 10,000m Final,1968 Olympic Games,Mexico City, youtube.com, abgerufen am 5. November 2017
- Mexico Olympics - 1968 | Movietone Moments | 18 Oct 19, Bereich: 0:13 min bis 0:52 min, youtube.com, abgerufen am 17. September 2021